# 앤 쉐딘

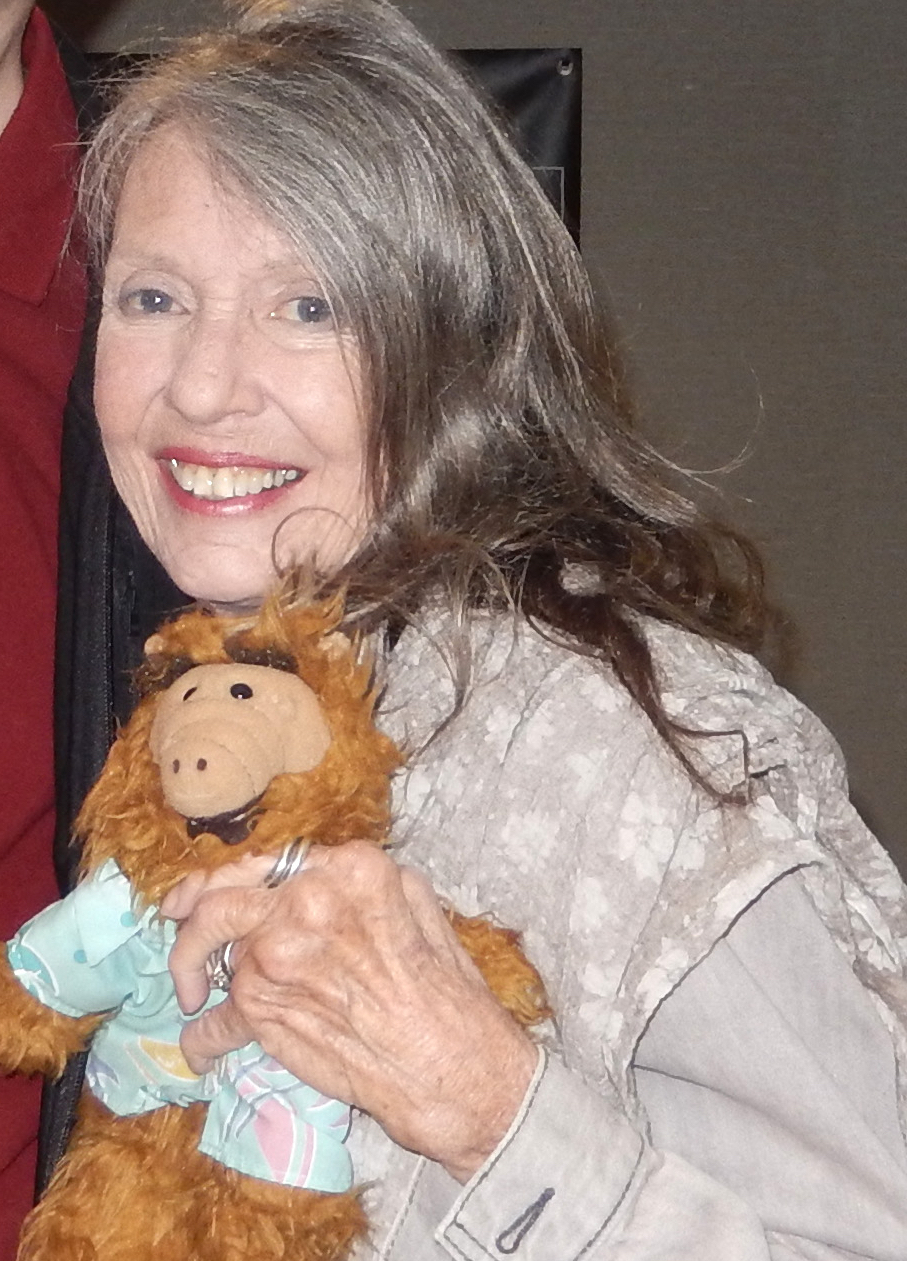

앤 셔딘(Anne Schedeen, 1949년 1월 8일 ~ )은 미국의 배우이다.
포틀랜드에서 태어났다.

## 출연 작품
- 헤븐스 프리즈너 (1996년)
- 위험한 신부 (1993, Praying Mantis)

### 텔레비전
- 저징 에이미 (2001)
- 외계인 알프 (1986년)
- 달리는 사이먼 (1981년)
- 사랑의 화원 (1976년)
- 119 구조대 (1972년)
- 닥터 웰비 (1969년)